# Río El Pimiento
El río El Pimiento es un corto río boliviano perteneciente a la cuenca del Plata, que nace de la laguna Cáceres (18°56′59″S 57°47′50″O / -18.94972, -57.79722) a una altitud de 150 m como un gran canal de escape que discurre en dirección este hasta las coordenadas 14°0′57″S 68°16′13″O / -14.01583, -68.27028 donde cambia de rumbo y se dirige en dirección norte hasta desembocar en una zona del Gran Pantanal, donde forma varios brazos y pequeñas lagunas.